# Maagmeridiaan

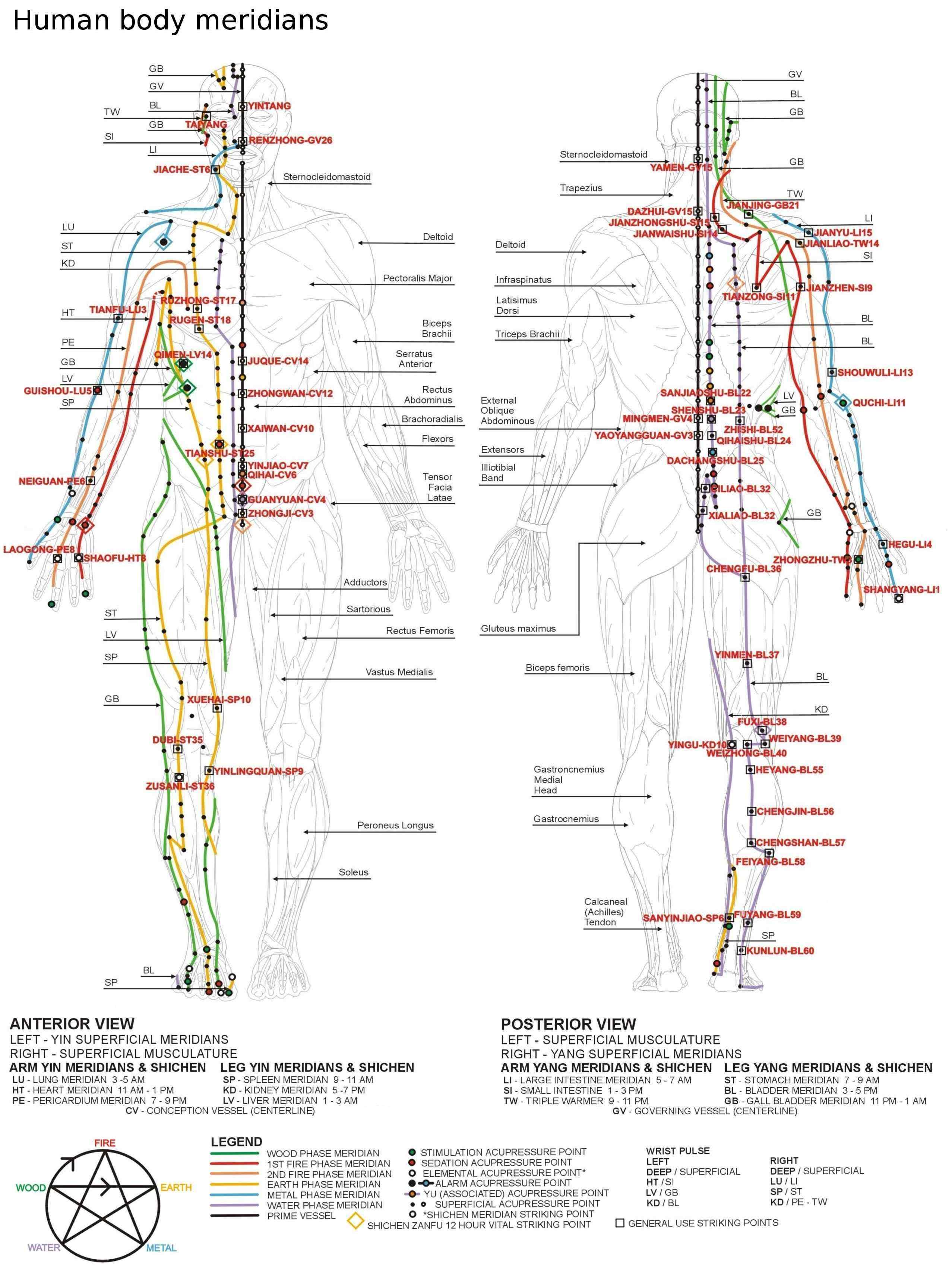
Overzicht van de 12 belangrijkste meridianen

De maagmeridiaan (Zu Yang Ming) is een van de 12 belangrijkste meridianen in de Chinese geneeskunde.
De meridiaan loopt aan beide zijden van het lichaam en begint onder het oog. Vandaar loopt de meridiaan naar de wang en via de kaak weer omhoog naar het voorhoofd, dan omlaag naar de keel, over het sleutelbeen, borst, buik en langs de navel, via de lies naar het bovenbeen en de knie naar de onderbeen en eindigt op de tweede teen. Volgens de traditionele Chinese geneeskunde is deze meridiaan een yang-meridiaan en behoort tot het element aarde. Tussen 07:00 en 09:00 uur zou deze energie het meest actief zijn. Op de maagmeridiaan zitten 45 punten die gebruikt worden binnen de acupunctuur, acupressuur en reflexologie en deze zouden invloed hebben op spijsvertering, neus, kiespijn, aangezichtspijn, borsten.
longmeridiaan · dikkedarmmeridiaan · dunnedarmmeridiaan · maagmeridiaan · miltmeridiaan · hartmeridiaan · blaasmeridiaan · niermeridiaan · pericardiummeridiaan · drievoudige verwarmermeridiaan · galblaasmeridiaan · levermeridiaan